# Kystmuseet Skagen
 Denne artikel bør gennemlæses af en person med fagkendskab for at sikre den faglige korrekthed.
    De forskellige navne, betegnelser og tidspunkter bør efterses  

Kystmuseet Skagen (tidligereSkagen By- og Egnsmuseum) er et lokalhistorisk museum på P.K. Nielsens Vej 8 i Skagen.
Skagen By- og Egnsmuseum blev grundlagt i 1927 som Skagen Bymuseum. 1938 flyttede det fra Østerby til klitområdet Svallerbakken i Vesterby og skiftede navn til Skagens Fortidsminder. Museet hedder i dag Kystmuseum Skagen.
På museumsområdet findes blandt andet den tidligere redningsstation fra Kandestederne og en halmklædt vindmølle. Museet har også nordsøkutteren HANSA, bygget 1924 på Brødrene Nippers Skibsbyggeri i Skagen for fiskeri med snurrevod, 'snurrevodsfiskeri'. Museet tog 1990 initiativ til at redde båden og restaurerede den til sødygtig tilstand. Den har en 80 hestekræfters encylinderet 'Hundestedmotor'.
Fra 2009 indgår Skagen By- og Egnsmuseum sammen med de øvrige kulturhistoriske museer i Frederikshavn Kommune i fusionsmuseet Nordjyllands Kystmuseum.

## Galleri
- Bygninger på området
- Kandestedernes redningsstation
- Den stråtækte Kragskov Mølle